# Tippu Sultan
Sultan Fateh Ali Tipu (Kannada: ಟಿಪ್ಪು ಸುಲ್ತಾನ್) (tiếng Urdu: سلطان فتح علی خان ٹیپو) Tháng 11 năm 1750, Devanahalli – 4 tháng 5 năm 1799, Srirangapattana), có biệt hiệu Con hổ vùng Mysore, là vua thực quyền của Vương quốc Mysore đạo Hồi, từ năm 1782 (năm vua cha chết) đến khi qua đời 1799. Ông là con trưởng của Hyder Ali và vợ thứ, Fatima hay Fakhr-un-nissa. Tên đầy đủ của ông là Sultan Fateh Ali Khan Shahab hay Tipu Saheb Tipu Sultan. Không những là một ông vua, ông còn là một học giả, chiến sĩ, và nhà thơ. Ông là một tín đồ Hồi giáo sùng đạo, nhưng phần lớn thần dân ông theo Ấn giáo. Để đáp lại lời đề nghị của người Pháp, ông cho xây ngôi nhà thờ đầu tiên ở Mysore. Khi liên minh với Pháp để đánh thực dân Anh, cả Tippu Sultan và Hyder Ali đều không ngại nhờ bộ binhPháp được đào tạo đánh Maratha, Sira, Malabar, Coorg và Bednur. Ông nói giỏi nhiều ngôn ngữ.
Ông giúp đỡ vua cha Hyder Ali đánh bại quân Anh trong cuộc Chiến tranh xứ Mysore lần thứ hai, và đàm phán để ký Hiệp ước Mangalore với họ. Tuy nhiên, ông bại trận trong Chiến tranh Anh-Mysore lần thứ ba và cuộc Chiến tranh Anh-Mysore lần thứ tư bởi liên quân Công ty Đông Ấn của Anh, Nhà Nizam của Hyderabad và một nước bé hơn là Travancore. Tippu Sultan hy sinh khi bảo vệ thủ đô Srirangapattana trước cuộc tấn công của quân Anh, vào ngày 4 tháng 5 năm 1799. Ông Walter Scott, đã bình luận về sự thoái vị của Napoléon Bonaparte năm 1814 và có nhắc đến ông.